# Miami
Miami (pronunciado em português [maiâmi] ou [maiame]), oficialmente Cidade de Miami (City of Miami), é uma cidade localizada no estado americano da Flórida, no condado de Miami-Dade, do qual é sede. É a segunda cidade mais populosa da Flórida, depois de Jacksonville, e a 44.ª mais populosa do país. Miami é um centro turístico, sendo uma das cidades mais visitadas por turistas nos Estados Unidos, por causa de seu clima quente durante o ano inteiro, e pelas suas praias.
Sua origem ocorreu através de uma povoação criada no fim do século XIX, que prosperou com o caminho-de-ferro e o porto. A cidade é uma das mais frequentadas pelos snow birds (termo usado para descrever os habitantes da região norte dos Estados Unidos, que passam o inverno nos Estados do Sul, em especial, a Flórida, para fugirem da neve e ao frio). O turismo tornou-se uma importante fonte de renda de Miami a partir da década de 1920, e é atualmente a principal fonte de renda da cidade. 
Muitos imigrantes ficam em Miami, ou pelo menos desembarcam de suas viagens imigrantes por Miami, por causa de sua proximidade com a América Central, e também pela cidade situar-se no litoral, facilitando assim o acesso aos Estados Unidos através do litoral. São falados comumente na cidade, além do inglês, o espanhol, devido à quantidade de grupos e nacionalidade hispanófonas (de origem cubana, porto-riquenha, mexicana e de outros países da América Central) morando em Miami. A região também conta com uma colônia judaica numerosa.
Nos arredores da cidade está o Aeroporto Internacional de Miami, que é o segundo aeroporto mais movimentado do estado, atrás apenas do Aeroporto Internacional de Orlando. Este aeroporto está em tempos atuais em reformas, o que possibilitará a operação de grandes jatos, como o A380, da Airbus e outros grandes aviões.

## História

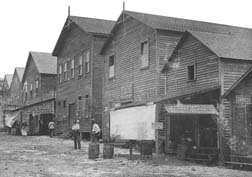
Cerca de 400 homens votaram a favor da emancipação Miami em 1896 no edifício à esquerda.

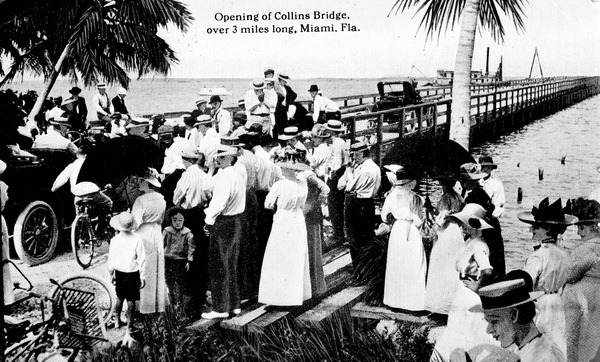
A Collins Bridge, construída em 1913, foi a primeira ponte a ligar Miami a Miami Beach.

A área de Miami foi o primeiro espaço habitado por mais de mil anos pelo Tequestas, mas foi mais tarde reivindicado pela Espanha em 1566 por Pedro Menéndez de Avilés. Uma missão espanhola foi construída um ano mais tarde, em 1567. Em 1836, a Fort Dallas foi construída, e a área de Miami se tornou posteriormente um sitio de combate durante a Segunda Guerra Seminole.
Miami detém a distinção de ser a única grande cidade dos Estados Unidos fundada por uma mulher, Julia Tuttle, que era uma rica produtora de citrinos nativa de Cleveland.  A área de Miami era conhecida como a "Biscayne Bay Country", nos primeiros anos de seu crescimento. Alguns relatos descrevem a zona como um promissor deserto.  A área também foi caracterizada como "uma das melhores obras na Flórida". Na Grande Parada de 1894-1895 Miami acelerou o crescimento, onde as culturas da área Miami foram as únicas que sobreviveram na Flórida. Julia Tuttle posteriormente convenceu Henry Flagler, um magnata ferro-rodoviário, a fim de expandir sua Florida East Coast Railroad para a região. Miami foi oficialmente declarada como uma cidade em 28 de julho de 1896 com uma população de pouco mais de 300 habitantes.
Miami prosperou na década de 1920 com um aumento na população e infra-estruturas, mas enfraqueceu após o colapso da Flórida em 1920, o Furacão em Miami em 1926 e da Grande Depressão na década de 1930. Quando a II Guerra Mundial começou, Miami, bem localizada devido à sua localização na costa sul da Flórida, desempenhou um papel importante na batalha contra os submarinos alemães. A guerra contribuiu para expandir a população de Miami, por volta de 1940, 172 172 pessoas viviam na cidade. Depois que Fidel Castro subiu ao poder em 1959, muitos cubanos se refugiaram em Miami, aumentando ainda mais a população. Nas décadas de 1980 e de 1990, diversas crises assolaram o Sul da Flórida, entre elas o espancamento de Arthur McDuffie e o subsequente motim, guerra das drogas, o furacão Andrew e o alvoroço de Elián González. No entanto, na segunda metade do século XX, Miami se tornou um dos principais centros financeiros e culturais internacionais.
Miami e sua área metropolitana cresceu de pouco mais de mil habitantes para quase cinco milhões e meio de habitantes, em apenas 110 anos (1896-2006). O apelido da cidade, A Cidade Mágica, surge a partir deste rápido crescimento. Os visitantes de inverno observaram que a cidade cresceu muito a partir de um ano para o outro que era como magia.

## Geografia

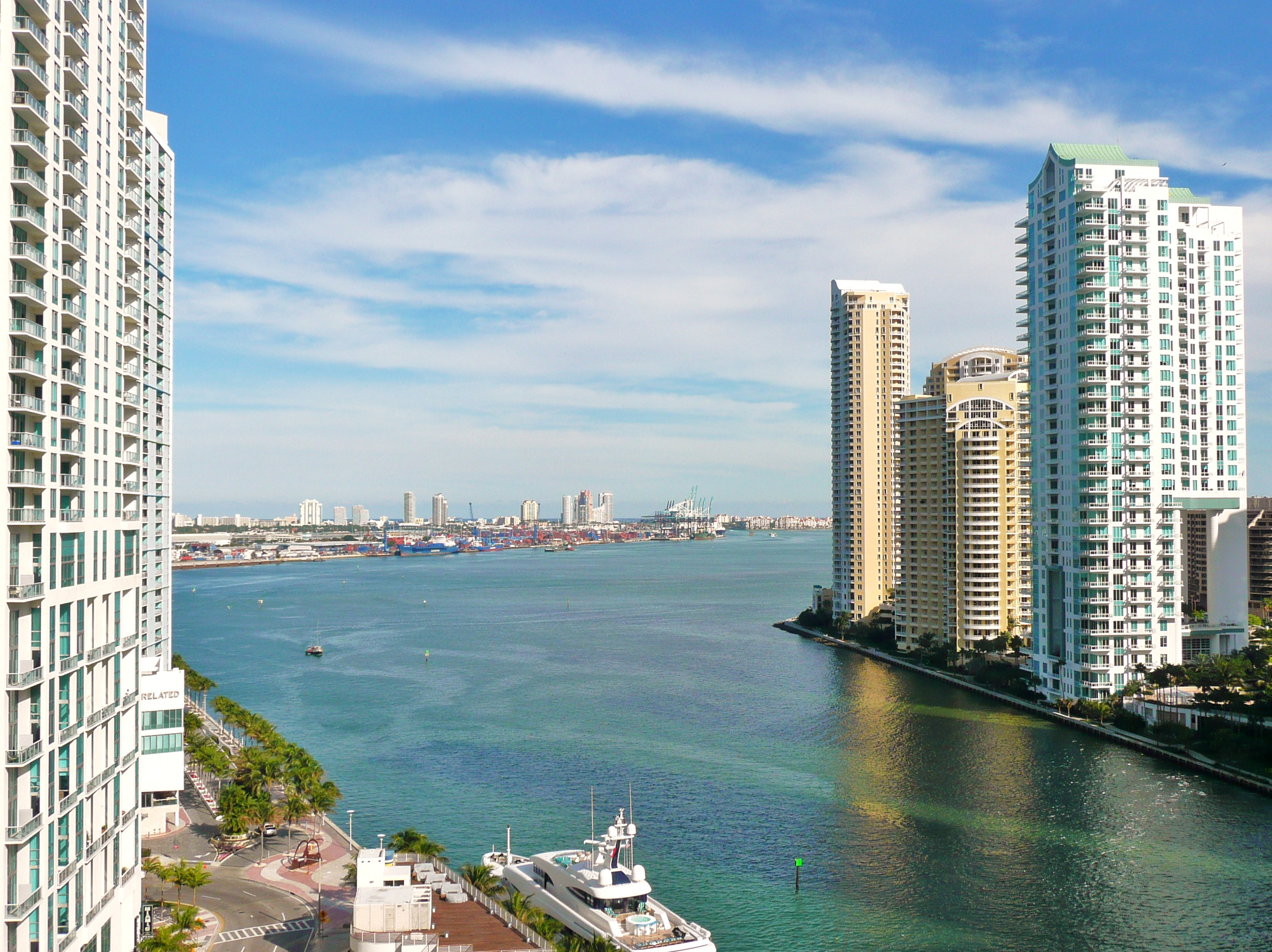
Foz do rio Miami.

De acordo com o Departamento do Censo dos Estados Unidos, a cidade tem uma área de 145,2 km², dos quais 93,2 km² estão cobertos por terra e 52 km² (35,8%) por água. Isso significa que Miami inclui mais de 4 mil pessoas por quilômetro quadrado, tornando-se uma das mais povoadas cidades dos Estados Unidos, juntamente com as cidades de Nova Iorque, São Francisco, Chicago, entre outras.
A cidade é morada adequada pelo menos de um em cada 13 habitantes do sul da Flórida. Além disso, 52% da população de Miami-Dade não vive em qualquer cidade. Miami é a única cidade importante do país emoldurada por dois parques nacionais, Everglades National Park, a oeste, e o Parque Nacional Biscayne no leste.

### Geologia

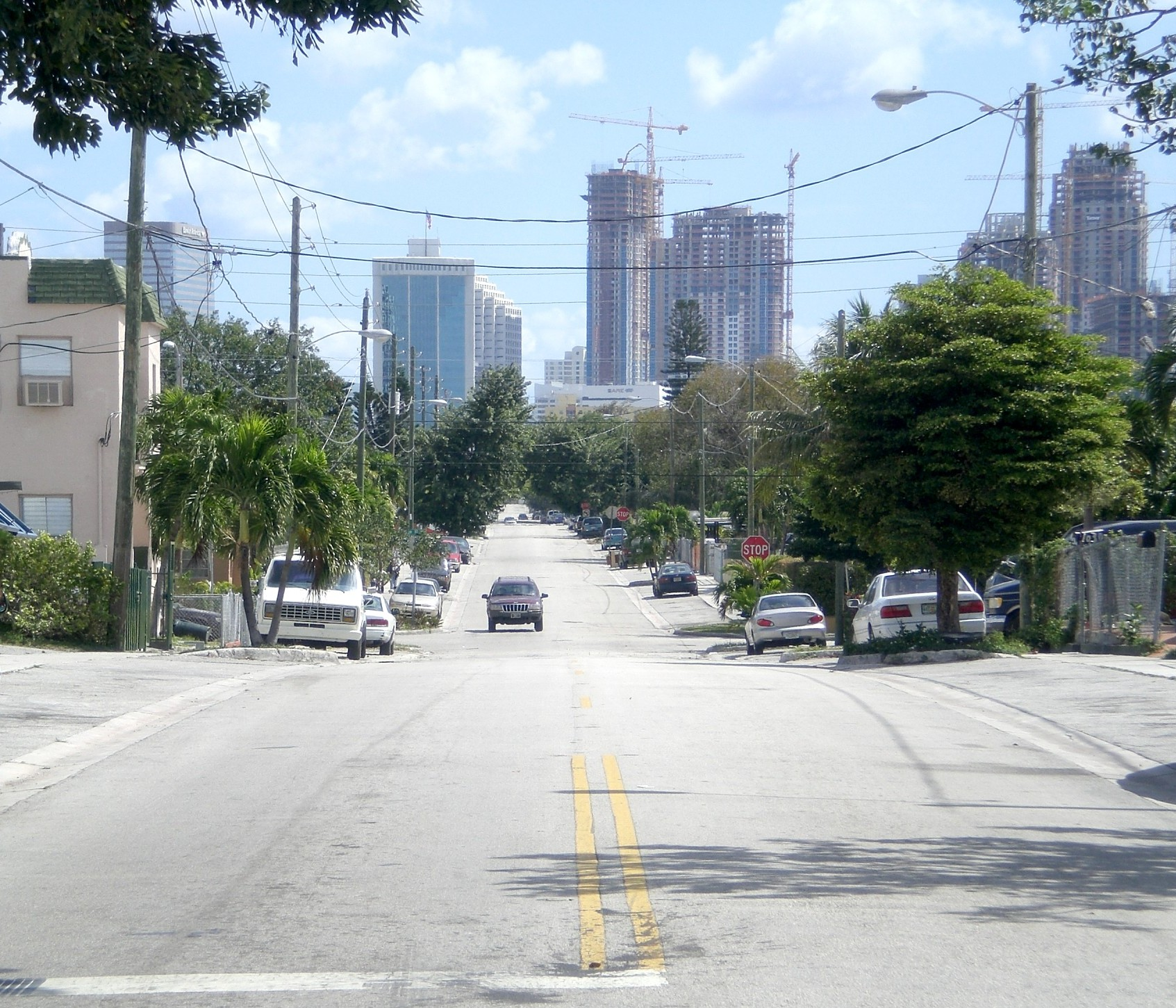
Vista da cidade a partir de um dos pontos mais altos de Miami. A parte ocidental da cidade tem pontos elevados que chegam a 6,1 metros acima do nível do mar.

Miami e seus arredores estão localizadas em uma ampla planície entre a Flórida Everglades para o oeste e Biscayne Bay a leste que também se estende de Florida Bay ao norte do lago Okeechobee. A superfície rochosa sob a área de Miami é chamada oólito de Miami ou calcário de Miami. Essa superfície rochosa é coberta por uma fina camada de solo de não mais de 50 pés (15 metros) de espessura. O calcário de Miami foi formado das mudanças drásticas no nível do mar associadas a recentes glaciações ou era do gelo. Começando cerca 130 000 anos atrás, o estágio Sangamonian levantou os níveis do mar a cerca de 25 pés (7,5 metros) acima do nível actual. Todo o sul da Flórida foi coberto por um mar raso. Várias linhas paralelas de recife foram formados ao longo da borda do planalto submerso, alongamento da actual área de Miami que é agora a Dry Tortugas. A área por trás dessa linha de recife foi, na realidade, uma grande lagoa e o calcário de Miami foi formado em toda a área a partir da deposição de oolites e das cascas de Ectoprocta. Começando aproximadamente 100 000 anos atrás, a glaciação Wisconsin iniciou um rebaixamento do nível do mar, expondo o assoalho da lagoa. Há 15 000 anos, o nível do mar caiu para 300 a 350 pés (110 metros) abaixo do nível contemporâneo. O nível do mar subiu rapidamente depois disso, estabilizando ao nível atual cerca de 4 000 anos atrás, deixando o continente mais ao sul da Flórida um pouco acima do nível do mar.
Abaixo da planície, situa-se o Aquífero Biscayne,  uma fonte natural subterrânea de água doce que se estende do sul do Condado de Palm Beach até a Baía da Flórida, com o seu ponto mais alto pico em torno das cidades de Miami Springs e Hialeah. A maior parte da área metropolitana do Sul da Flórida obtém sua água potável a partir deste aquífero. Como resultado do aquífero, não é possível ir mais de 15 a 20 pés (4,57 a 6,1 metros) sob a cidade sem encontrar água, o que impede construção subterrânea. Por esta razão, não há sistema de metrô subterrâneo em Miami (o Miami-Dade Metrorail opera acima da superfície).
A maior parte da margem ocidental da cidade estendem para os Everglades, um terreno pantanoso subtropical localizado no sul do estado da Flórida. Isto provoca problemas ocasionais com a fauna local, como jacarés que vão se aventurar em Miami e nas principais rodovias.

### Clima

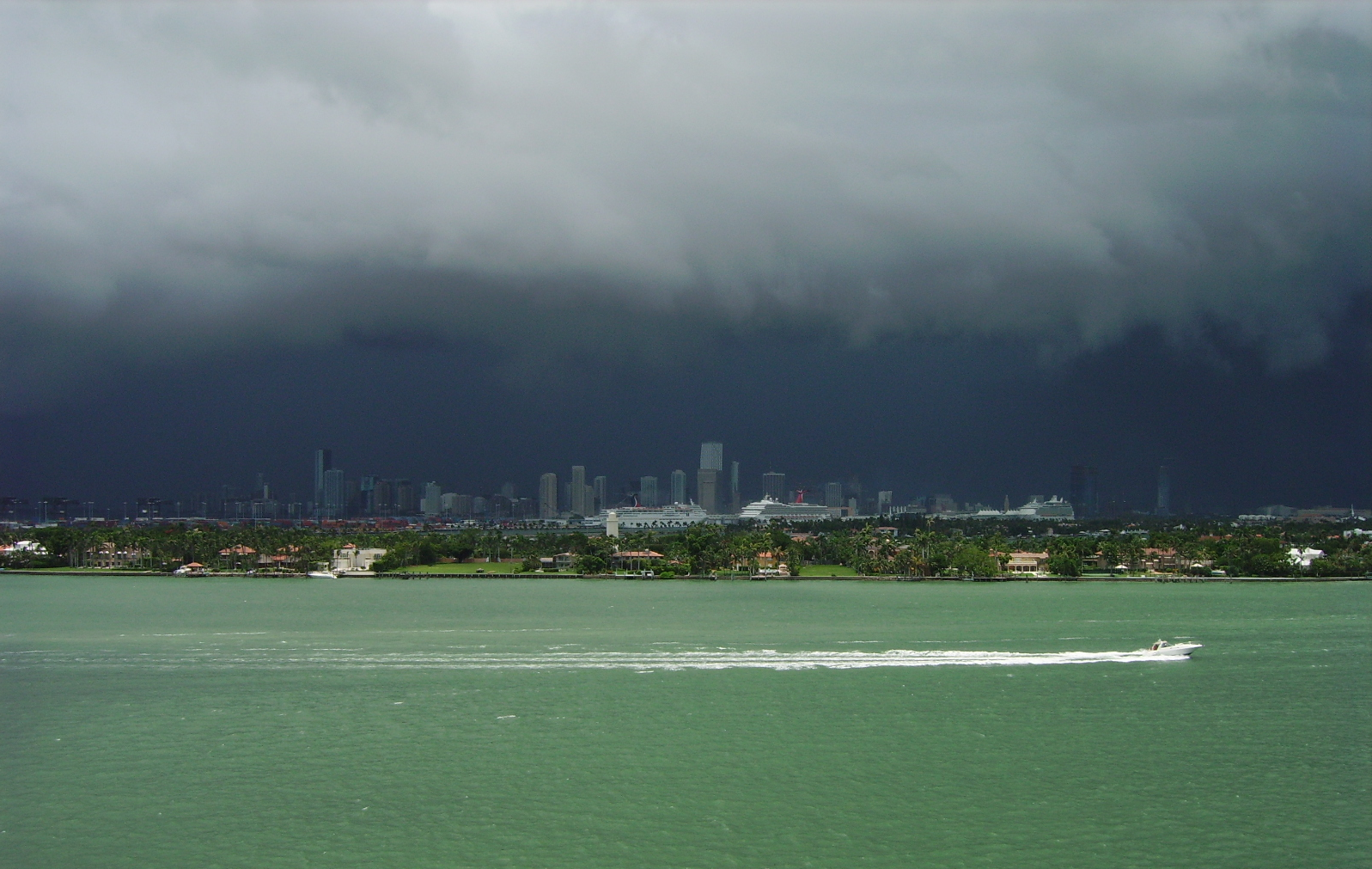
Típica tempestade de verão dos Everglades à tarde em Miami.

Miami tem um clima tropical de monção (tipo Am na Classificação climática de Köppen-Geiger), tem duas estações, uma bem quente e úmida que vai de maio à outubro e outra mais morna com menos chuva que vai de novembro à abril. Nos quatro meses mais quentes do ano, a temperatura média sempre está acima dos 28,3 °C e nos mais frios acima dos 20 °C. A (h)umidade do ar é muito elevada, o ponto de orvalho nos meses quentes varia de 22,2 °C em junho a 23,2 °C em agosto. Extremos registrados foram -2,8 °C em 3 de fevereiro de 1917 e 38 °C em 21 de julho de 1940, mas de forma geral o clima de Miami é bem quente com uma temperatura média anual de 26 °C.
A estação chuvosa começa em junho, terminando em meados de outubro. Durante esse período, as temperaturas variam entre 80 e os baixos 90 (29–35 °C) e são acompanhadas por alta umidade, embora o calor seja aliviado com freqüência durante a tarde por tempestades ou uma brisa marinha que se desenvolve no Oceano Atlântico. Grande parte da precipitação de 61,9 polegadas (1 572 mm) do ano ocorre durante esse período. Os pontos de orvalho nos meses quentes variam de 22,2 °C (71,9 °F) em junho a 23,2 °C (73,7 °F) em agosto.
A temporada de furacões ocorre oficialmente de 1º de junho a 30 de novembro, embora os furacões possam se desenvolver além dessas datas. O momento mais provável para Miami ser atingido é durante o auge da temporada de Cabo Verde, que vai de meados de agosto até o final de setembro. Embora tornados incomuns na região, um tenha ocorrido em 1925 e outro em 1997. Cerca de 40% das casas em Miami são construídas sobre planícies de inundação e são consideradas zonas de risco de inundação.
Sua baixa altitude aproxima-se do nível do mar, com localização costeira e posição um pouco acima do Trópico de Câncer. A região deve o seu calor e (h)umidade à corrente do Golfo. Um típico dia de verão não tem temperaturas abaixo de 24 °C. Chuvas de verão aliviam a tarde, a maioria das vezes com trovoadas ou simplesmente uma brisa do mar que se desenvolve no Oceano Atlântico, que então permite a chegada de temperaturas mais baixas.
| Dados climatológicos para Miami (MIA)                                               | Dados climatológicos para Miami (MIA) | Dados climatológicos para Miami (MIA) | Dados climatológicos para Miami (MIA) | Dados climatológicos para Miami (MIA) | Dados climatológicos para Miami (MIA) | Dados climatológicos para Miami (MIA) | Dados climatológicos para Miami (MIA) | Dados climatológicos para Miami (MIA) | Dados climatológicos para Miami (MIA) | Dados climatológicos para Miami (MIA) | Dados climatológicos para Miami (MIA) | Dados climatológicos para Miami (MIA) | Dados climatológicos para Miami (MIA) |
| Mês                                                                                 | Jan                                   | Fev                                   | Mar                                   | Abr                                   | Mai                                   | Jun                                   | Jul                                   | Ago                                   | Set                                   | Out                                   | Nov                                   | Dez                                   | Ano                                   |
| ----------------------------------------------------------------------------------- | ------------------------------------- | ------------------------------------- | ------------------------------------- | ------------------------------------- | ------------------------------------- | ------------------------------------- | ------------------------------------- | ------------------------------------- | ------------------------------------- | ------------------------------------- | ------------------------------------- | ------------------------------------- | ------------------------------------- |
| Temperatura máxima recorde (°C)                                                     | 31                                    | 32                                    | 34                                    | 36                                    | 36                                    | 37                                    | 38                                    | 37                                    | 36                                    | 35                                    | 33                                    | 32                                    | 38                                    |
| Temperatura máxima média (°C)                                                       | 24,7                                  | 25,6                                  | 26,8                                  | 28,4                                  | 30,6                                  | 31,9                                  | 32,7                                  | 32,8                                  | 31,8                                  | 30,1                                  | 27,6                                  | 25,5                                  | 29,1                                  |
| Temperatura média (°C)                                                              | 20,1                                  | 21,2                                  | 22,6                                  | 24,3                                  | 26,6                                  | 28,2                                  | 28,9                                  | 29                                    | 28,3                                  | 26,6                                  | 23,8                                  | 21,4                                  | 25,1                                  |
| Temperatura mínima média (°C)                                                       | 15,5                                  | 16,8                                  | 18,3                                  | 20,2                                  | 22,7                                  | 24,4                                  | 25,2                                  | 25,2                                  | 24,7                                  | 23,1                                  | 20,1                                  | 17,2                                  | 21,1                                  |
| Temperatura mínima recorde (°C)                                                     | −2                                    | −3                                    | 0                                     | 4                                     | 10                                    | 16                                    | 19                                    | 19                                    | 17                                    | 7                                     | 2                                     | −1                                    | −3                                    |
| Precipitação (mm)                                                                   | 41,1                                  | 57,2                                  | 76,2                                  | 79,8                                  | 135,6                                 | 245,6                                 | 165,1                                 | 225,6                                 | 250,4                                 | 160,8                                 | 83,1                                  | 51,8                                  | 1 572,3                               |
| Dias com chuva                                                                      | 6,9                                   | 6,5                                   | 7                                     | 6,4                                   | 10                                    | 16,4                                  | 16,9                                  | 18,9                                  | 17,9                                  | 12,7                                  | 8,4                                   | 7,2                                   | 135,2                                 |
| Insolação (h)                                                                       | 219,8                                 | 216,9                                 | 277,2                                 | 293,8                                 | 301,3                                 | 288,7                                 | 308,7                                 | 288,3                                 | 262,2                                 | 260,2                                 | 220,8                                 | 216,1                                 | 3 154                                 |
| Fonte: NOAA (extremos: 1895−presente; horas de sol: 1961–1990), The Weather Channel |                                       |                                       |                                       |                                       |                                       |                                       |                                       |                                       |                                       |                                       |                                       |                                       |                                       |

## Demografia
Religião em Miami (2014)

### Censo 2020
De acordo com o censo nacional de 2020, a sua população é de 442 241 habitantes e sua densidade populacional é de 4 743,6 hab/km². Seu crescimento populacional na última década foi de 10,7%, acima do crescimento estadual de 14,6%. É a segunda cidade mais populosa do estado e a 44ª mais populosa do país. É a localidade mais populosa do condado de Miami-Dade.
Possui 212 146 residências que resulta em uma densidade de 2 275,6 residências/km² e um aumento de 15,3% em relação ao censo anterior. Deste total, 11,7% das unidades habitacionais estão desocupadas. A média de ocupação é de 2,4 pessoas por residência.
De acordo com o Censo de 2020, 79,6% da população de Miami é branca, 16,9% negra, 1,8% asiática, 1,4% mestiça, 0,4% indígena e 0,1% nativa de ilhas do Pacífico. 

### Censo 2010
Segundo o censo nacional de 2010, a sua população era de 399 457 habitantes e sua densidade populacional de 2 750,5 hab/km². Possuía 183 994 residências, que resultava em uma densidade de 1 980,5 residências/km².
Sua zona metropolitana - a maior do estado - tem 2,1 milhões de habitantes, chegando a cinco milhões, quando contando-se os condados vizinhos de Broward e Palm Beach.

## Política
O governo da cidade de Miami usa o sistema de prefeito-comissário. A comissão da cidade é composta por cinco comissários eleitos em distritos de um único membro. A comissão da cidade constitui o órgão de governo com poderes para aprovar ordenanças, adotar regulamentos e exercer todos os poderes conferidos à cidade no estatuto da cidade. O prefeito é eleito em geral e nomeia um gerente da cidade. A cidade de Miami é governada pelo prefeito Francis X. Suarez e cinco comissários da cidade que supervisionam os cinco distritos da cidade. As reuniões regulares da comissão são realizadas na Prefeitura de Miami, localizada na 3 500 Pan American Drive, na Dinner Key, no bairro de Coconut Grove.

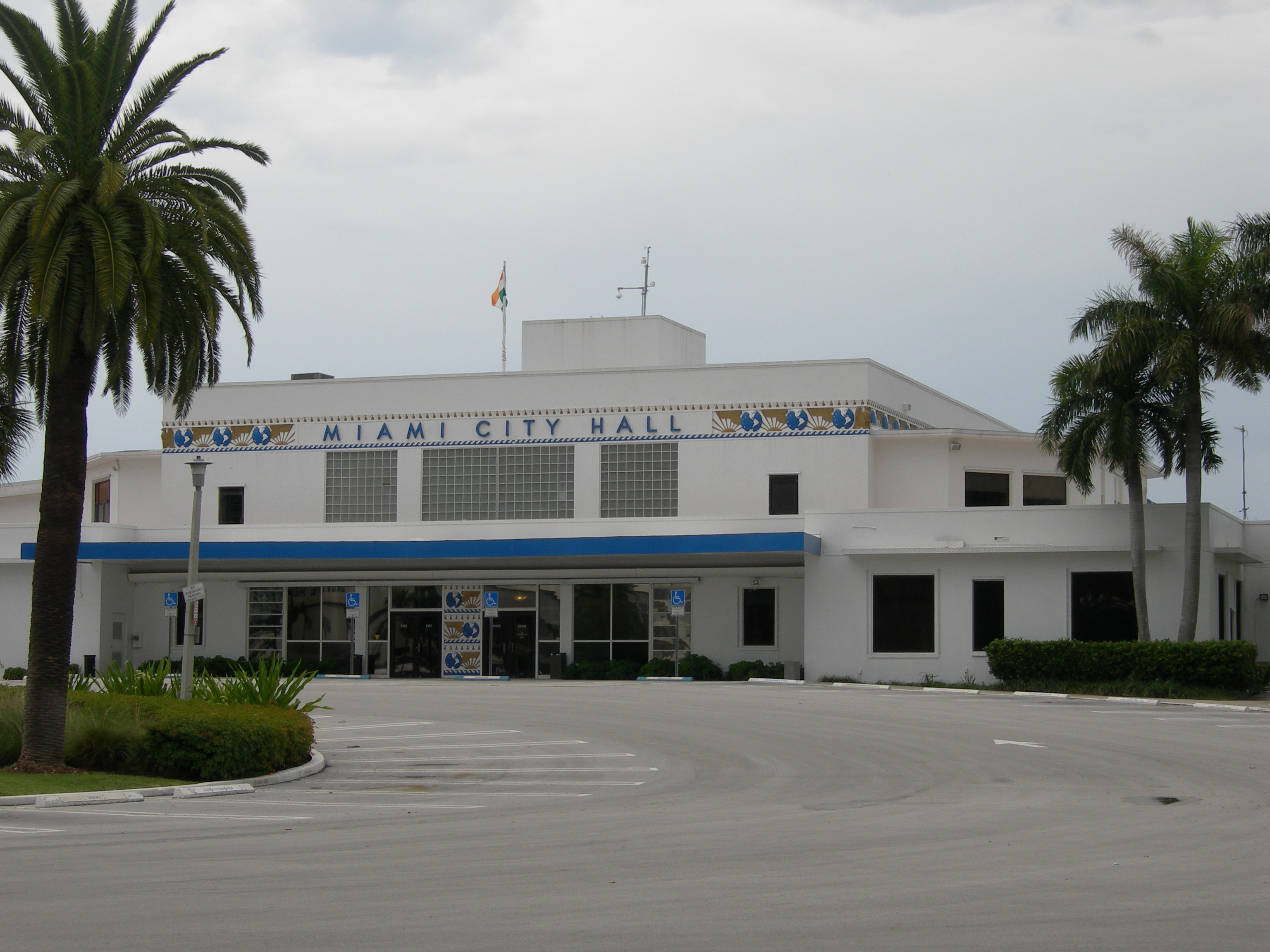
Prefeitura de Miami.

### Cidades-irmãs
- Agadir, Souss-Massa-Drâa, Marrocos
- Amã, Província de Amã, Jordânia
- Bersebá, Distrito Sul, Israel
- Bogotá, Distrito Capital, Colômbia[23]
- Margherita di Savoia, Apúlia, Itália[24]
- Cochabamba, Cochabamba, Bolívia
- Ibiza, Baleares, Espanha
- Kagoshima, Kagoshima, Japão[25]
- Kaohsiung, Taiwan[26]
- Lima, Lima, Peru[27]
- Madri, CM Madri, Espanha[28]
- Manágua, Manágua, Nicarágua
- Montes de Oca, San José, Costa Rica
- Múrcia, Região de Múrcia, Espanha
- Nice, Alpes Marítimos, França
- Palermo, Sicília, Itália[29]
- Porto Príncipe, Oeste, Haiti[27]
- Qingdao, Shandong, China[27]
- Ramat Hasharon, Distrito de Tel Aviv, Israel[29]
- Rio de Janeiro, Rio de Janeiro, Brasil
- Salvador, Bahia, Brasil
- São Paulo, São Paulo, Brasil
- Vitória, Espirito Santo, Brasil[30]
- Santiago, Santiago, Chile
- Cáli, Valle del Cauca, Colômbia
- Santo Domingo, Distrito Nacional, República Dominicana[31]
- Varna, Distrito de Varna, Bulgária
- Lisboa, Distrito de Lisboa, Portugal[32]
- Asti, Província de Asti, Itália
- Sousse, Sousse, Tunísia[33]

## Subdivisões

### Bairros

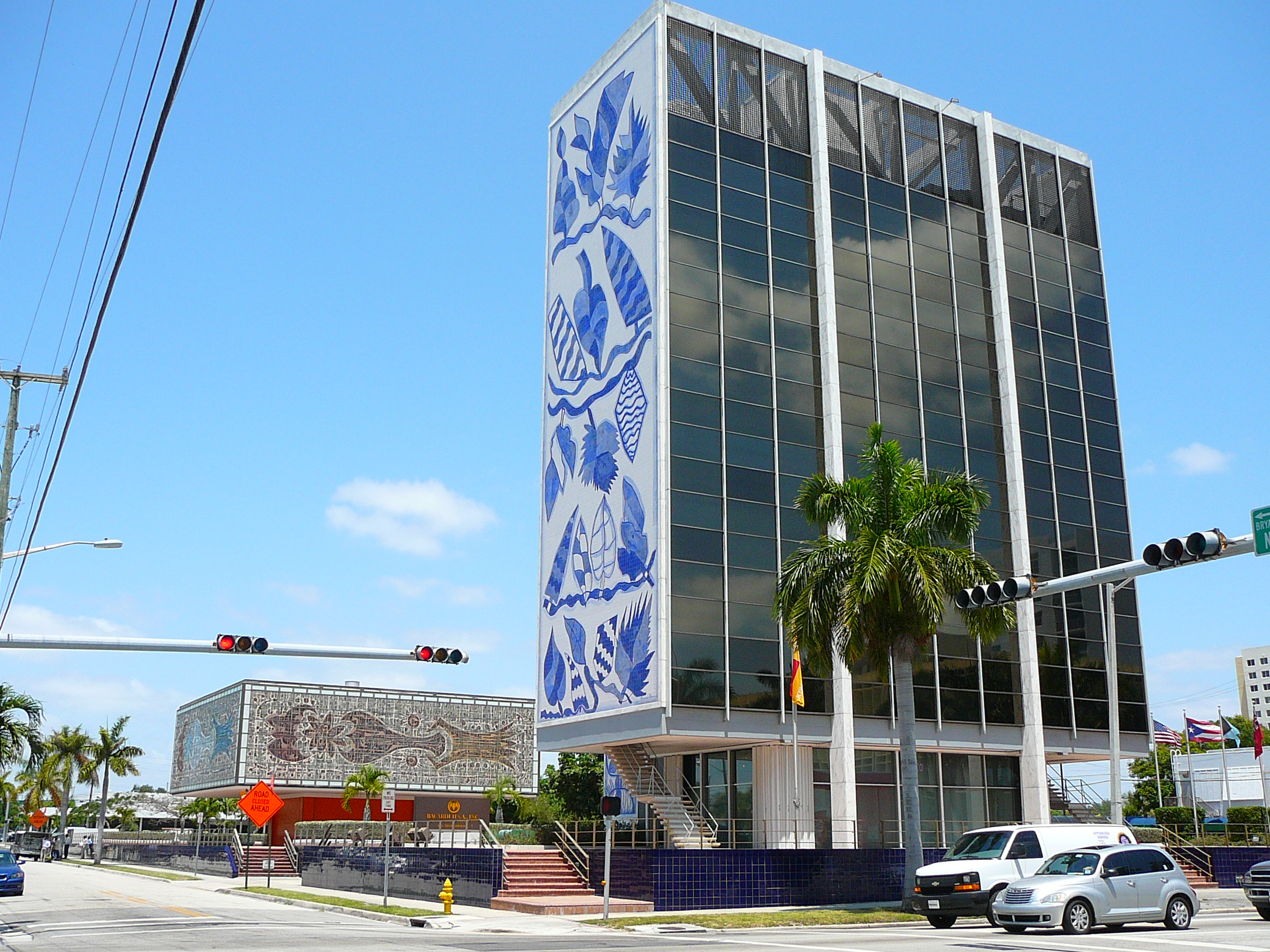
O Bacardi Building em Midtown é um exemplo de Arquitetura Mimo. O painel no exterior do edifício é de autoria do ceramista brasileiro Francisco Brennand.

Miami é dividida em várias seções, aproximadamente em Norte, Sul, Oeste e Centro. O coração da cidade é Downtown Miami e é tecnicamente no lado oriental da cidade. Esta área inclui Brickell, Virginia Key, Watson Island, e o Porto de Miami. Downtown é distrito comercial central do Sul da Flórida, e lar de muitos dos grandes bancos, sede financeiras, culturais e turísticos, e altas torres residenciais.
O lado sul de Miami inclui Coral Way, as estradas e Coconut Grove. Coral Way é um histórico bairro residencial construído em 1922 conectando Downtown com Coral Gables, e é o lar de muitas casas antigas e ruas ladeadas de árvores. Coconut Grove foi fundada em 1825 e é onde está localizada a Câmara Municipal de Miami no Dinner Key, o Coconut Grove Playhouse, CocoWalk, muitas casas noturnas, bares, restaurantes e lojas boêmia e, como tal, é muito popular com os estudantes universitários. É um bairro histórico com muitos parques e jardins, como Villa Vizcaya, The Kampong, a luneta Histórica do Parque Estadual, e a casa do Coconut Grove Convention Center, em muitos dos mais prestigiosos do país, as escolas privadas, e numerosas casas históricas e quintas.
O lado oeste de Miami inclui Pequena Havana, West Flagler e Flagami, e é o lar de muitos dos bairros da cidade tradicionalmente de imigrantes. Apesar de ser uma região predominantemente judaico, os bairros ocidentais de Miami hoje é o lar de imigrantes provenientes principalmente da América Central e Cuba, enquanto o bairro ocidental de Allapattah é uma comunidade multicultural de muitas etnias.
O norte de Miami inclui Midtown, um distrito com um grande mix de diversidade com muitos índios, hispânicos, artistas e brancos. Edgewater, e Wynwood, são os bairros de Midtown e são compostas principalmente de alta torres residenciais e é onde está localizado o Adrienne Arsht Center for the Performing Arts (Centro de Artes Cênicas Adrienne Arsht). Os residentes mais abastados geralmente vivem na parte nordeste, em Midtown, o Design District, e o Upper East Side, com muitas casas que surgiram após 1920 do Mimo Historic District, um estilo de arquitetura originada em Miami na década de 1950. O norte de Miami, também é notável os afro-americanos e comunidades de imigrantes do Caribe, tais como Little Haiti, Overtown (casa da Lyric Theater), Liberty City.

Vista do centro da cidade a partir do Porto de Miami.

## Economia

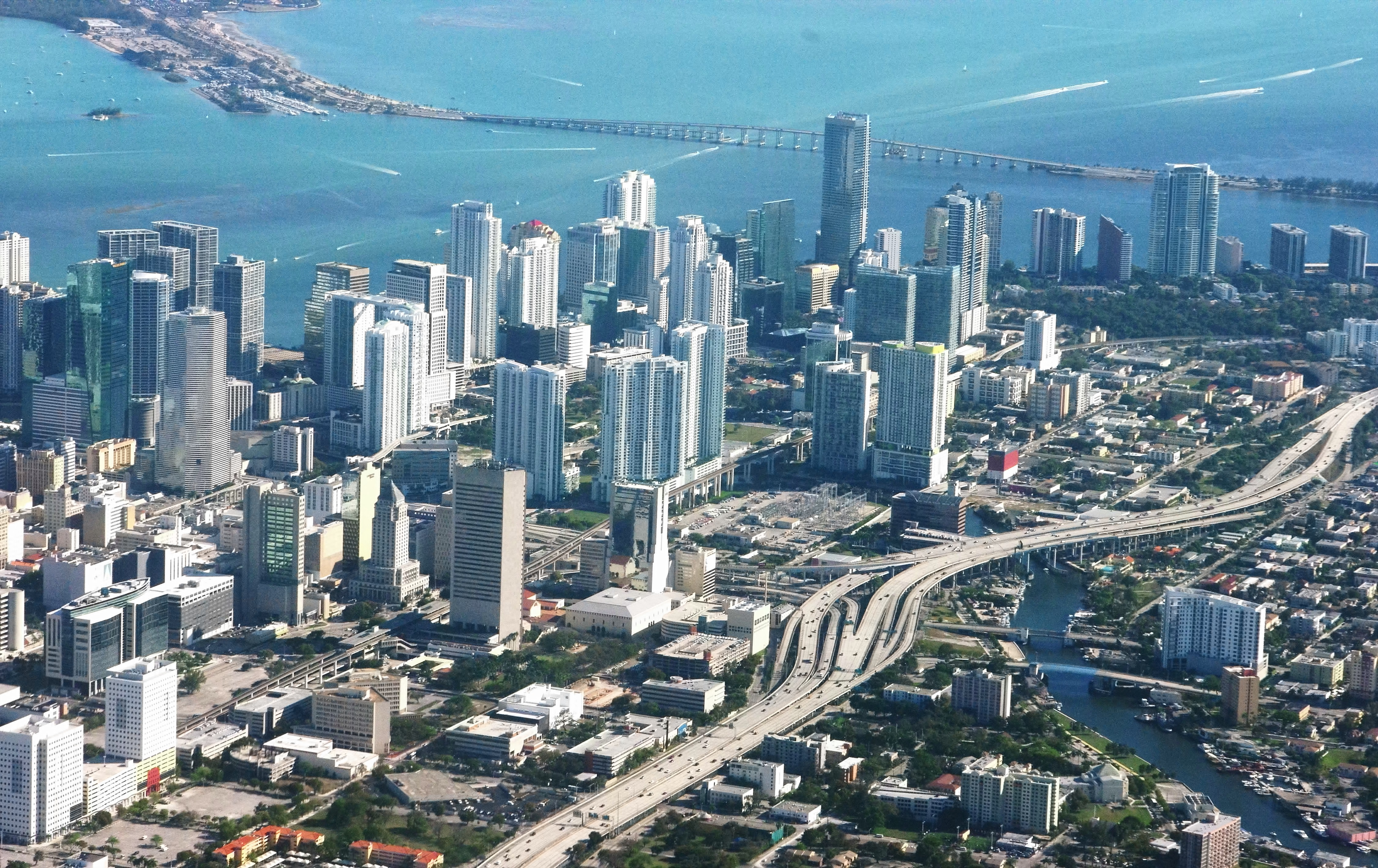
Fotografia aérea do centro financeiro da cidade.

Miami é um dos mais importantes centros financeiros do país. É um importante centro de comércio, finanças, de sede de empresas, e possui uma forte comunidade de negócios internacionais. Segundo o ranking mundial de cidades realizadas pelo Globalization and World Cities Study Group & Network (GaWC) e com base no nível de presença de organizações mundiais de serviços corporativos, Miami é considerada uma "cidade global beta".
Várias grandes empresas estão sediadas em ou próximo à Miami, incluindo mas não limitados a: Alienware, Arquitectonica, Arrow Air, Bacardi, Benihana, Brightstar Corporation, Burger King, Celebrity Cruises, a Carnival Corporation, a Carnival Cruise Lines, CompUSA, Crispin Porter + Bogusky, Espírito Santo Financial Group, Fizber.com, Greenberg Traurig, Interval International, Lennar, Norwegian Cruise Lines, Perry Ellis International, RCTV Internacional, a Royal Caribbean Cruise Lines, Ryder Systems, Seabourn Cruise Line, a Telefónica E.U.A., TeleFutura, Telemundo, Univision, E.U. Century Bank e World Fuel Services. Devido à sua proximidade com a América Latina, Miami serve como quartel-general de operações latino-americanas para mais de 1 400 empresas multinacionais, incluindo a AIG, American Airlines, a Cisco, Disney, a Exxon, FedEx, Kraft Foods, a Microsoft, Oracle, SBC Communications, Sony e Visa International.

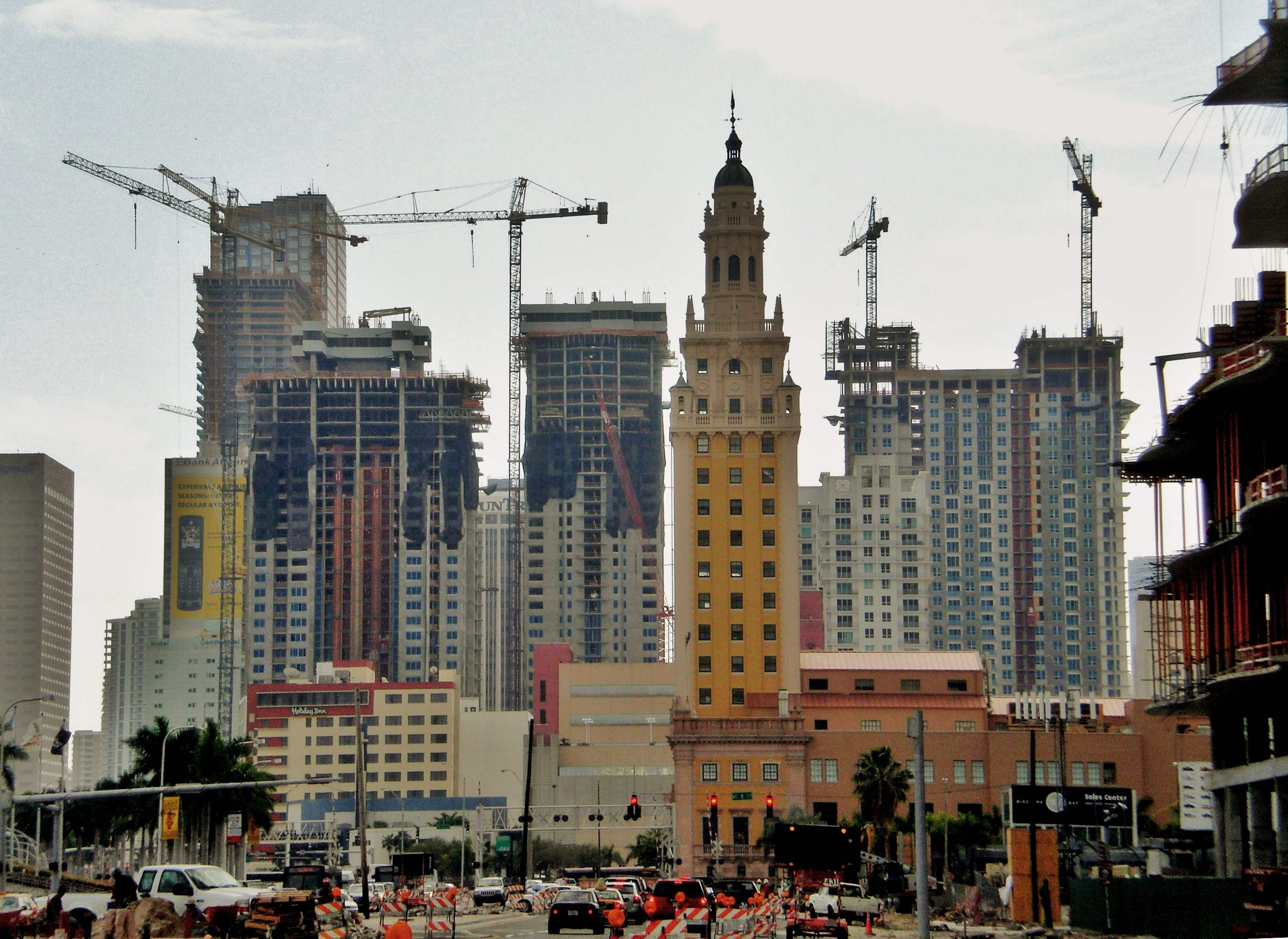
A constante construção de edifícios altos na cidade criou a expressão "Miami manhattanization".

Miami é um importante centro de produção televisiva e a cidade mais importante dos Estados Unidos para a mídia em língua espanhola. Telemundo e UniMás têm sua sede na área de Miami. Os Univisión Studios e Telemundo Studios produzem grande parte da programação original de suas respectivas redes de pais, como telenovelas, notícias, esportes e talk shows. Em 2011, 85% da programação original da Telemundo foi filmada em Miami. Miami também é um importante centro de gravação de música, com a sede da Sony Music Latin na cidade, junto com muitas outras gravadoras menores. A cidade também atrai muitos artistas para sessões de videoclipes e filmes.
O Aeroporto Internacional de Miami e o Porto de Miami estão entre os mais movimentados pontos de entrada, especialmente para cargas da América do Sul e do Caribe. Além disso, Downtown tem a maior concentração de bancos internacionais no país localizadas principalmente em Brickell, distrito financeiro de Miami. Miami também foi a cidade anfitriã das negociações da Área de Livre Comércio das Américas em 2003, e é um dos principais candidatos para se tornar a sede do bloco comercial.
Miami é a sede do National Hurricane Center e do Comando Sul dos Estados Unidos, responsável pelas operações militares na América do Sul e Central. Além destes papéis, Miami é também um centro industrial, especialmente para pedreiras e armazenagem.

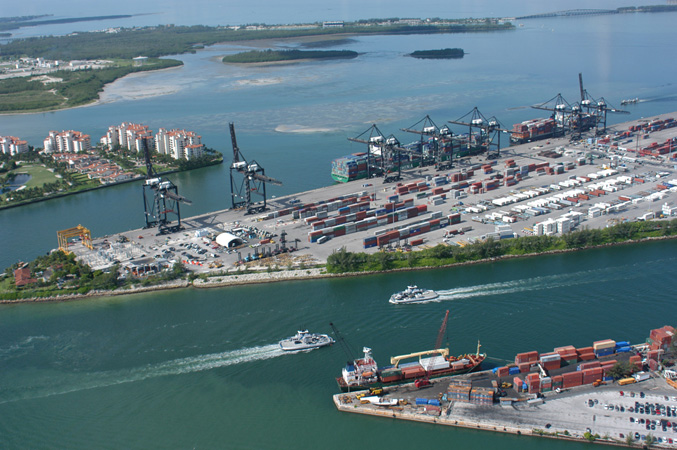
O Porto de Miami, o maior porto de navios de cruzeiro do mundo, e sede de empresas como a Celebrity Cruises e a Royal Caribbean International.

De acordo com o United States Census Bureau, em 2004, Miami tinha a terceira maior incidência de famílias com renda abaixo da linha de pobreza nos Estados Unidos, o que a torna a terceira cidade mais pobre do E.U.A., atrás apenas de Detroit, Michigan (A mais pobre) e El Paso, Texas (A Segunda mais pobre). Miami é também uma das poucas cidades onde o seu governo local faliu, em 2001.
Em 2005, a Miami testemunhou o seu maior "explosão" imobiliária desde 1920. Midtown, tendo assim mais de uma centena de projetos aprovados em construção, é um exemplo disto. A partir de 2007, no entanto, o mercado da habitação tem caído e mais de 23 000 condomínios estão à venda e / ou excluídos.
De acordo com o US Census Bureau em 2012, Miami teve a quarta maior porcentagem de renda familiar abaixo da linha de pobreza federal em todas as grandes cidades dos Estados Unidos, atrás de Detroit, Michigan, Cleveland, Ohio e Cincinnati, Ohio, respectivamente. Miami também é uma das poucas cidades nos EUA onde o governo local faliu, em 2001. Por outro lado, Miami ganhou elogios por suas políticas ambientais: em 2008, foi classificada como "A Cidade Americana mais limpa", de acordo com a Forbes por sua boa qualidade do ar durante todo o ano, vastos espaços verdes, água potável, ruas limpas e programas de reciclagem em toda a cidade.

### Porto de Miami
Miami é o lar de um dos maiores portos dos Estados Unidos, o PortMiami. É o maior porto de cruzeiros do mundo e é frequentemente chamado de "Capital mundial dos cruzeiros" e "Porta de carga das Américas". Manteve seu status de porto de cruzeiros/ passageiros número um no mundo por mais de uma década, acomodando os maiores navios de cruzeiro e as principais linhas de cruzeiro. Em 2017, o porto atendeu 5 340 559 passageiros de cruzeiros. Além disso, o porto é um dos portos de carga mais movimentados do país, importando 9 162 340 toneladas de carga em 2017. Entre os portos norte-americanos, ocupa o segundo lugar no porto do sul da Louisiana, em Nova Orleans, em termos de tonelagem de carga importada da América Latina. O porto fica em 518 acres (2 km 2 ) e tem terminais de passageiros sete. A China é o país de importação número um do porto e o país de exportação número um. Miami possui a maior quantidade de sedes de linhas de cruzeiros do mundo, lar da Carnival Cruise Line, Celebrity Cruises, Norwegian Cruise Line, Oceania Cruises e Royal Caribbean International. Em 2014, foi aberto o Túnel do Porto de Miami, conectando a Calçada MacArthur ao PortMiami.

### Turismo
O turismo é também uma importante indústria em Miami. As praias à leste, convenções, festas e eventos chamam mais de 12 milhões de visitantes anualmente de todo o país e de todo o mundo, gastando US$ 17,1 bilhões. O bairro histórico Art Deco de South Beach em Miami Beach é amplamente considerado como um dos mais glamorosos do mundo com suas boates mundialmente famosas, hotéis, praias, edifícios históricos e centros de compras. No entanto, é importante notar que Miami Beach é uma cidade separada da cidade de Miami.

Outros destinos turísticos populares de Miami incluem Lincoln Road, Bayside Marketplace e Downtown Miami. Eventos anuais como o Miami Open, Art Basel, a Winter Music Conference, o South Beach Wine and Food Festival e o Mercedes-Benz Fashion Week Miami atraem milhões para a metrópole todos os anos.

## Infraestrutura

### Educação

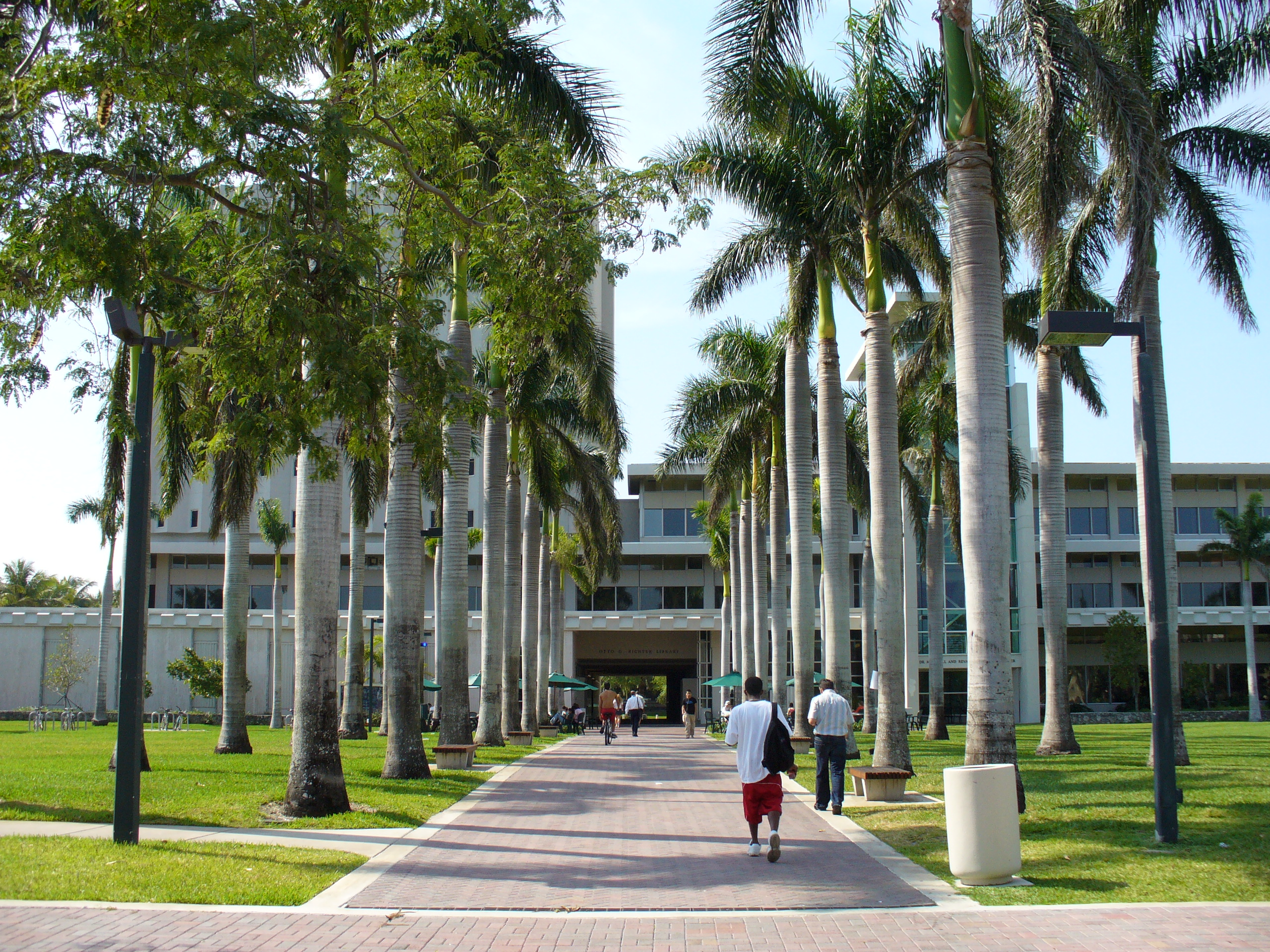
Universidade de Miami.

As escolas públicas em Miami são regidas pela Miami-Dade County Public Schools, que é o maior distrito escolar na Flórida e a quarta maior dos Estados Unidos. Em setembro de 2008, foram matriculados 385 655 alunos em mais de 390 escolas. 60% dos estudantes em Miami são de origem hispânica, 28% afro-americanos, 10% brancos (não-hispânico) e 2% não-brancos de outras minorias. Miami é o lar de algumas das melhores escolas do país, tais como Design and Architecture High School (classificou os melhores Magnet Schools da nação) MAST Academia, Coral Reef High School (classificou-se como a 20ª melhor escola pública nos Estados Unidos) Miami Palmetto Alto Escola, e o Novo Mundo Escola de Artes. A escola M-DCPS é uma das poucas escolas públicas  nos Estados Unidos que oferecem a opcional educação bilíngue.
Miami é o lar de várias prestigiadas escolas da denominação Católica e de judeus. A Arquidiocese de Miami opera as escolas particulares Católicas da cidade, que incluem: Nossa Senhora de Lourdes Academy, St. Hugh Católica Escola, Escola Santa Teresa, La Salle High School, Monsenhor Eduardo Pace High School, Carrollton Escola do Sagrado Coração, Christopher Columbus High School, Arcebispo Curley-Notre Dame High School, St. Brendan High School, entre muitas outras escolas. Algumas das mais conhecidas escolas particulares não-religiosas  em Miami são Ransom Everglades, Gulliver Escola Preparatória, e Miami Country Day School, que são tradicionalmente conhecidos como algumas das melhores escolas do país.

### Transportes

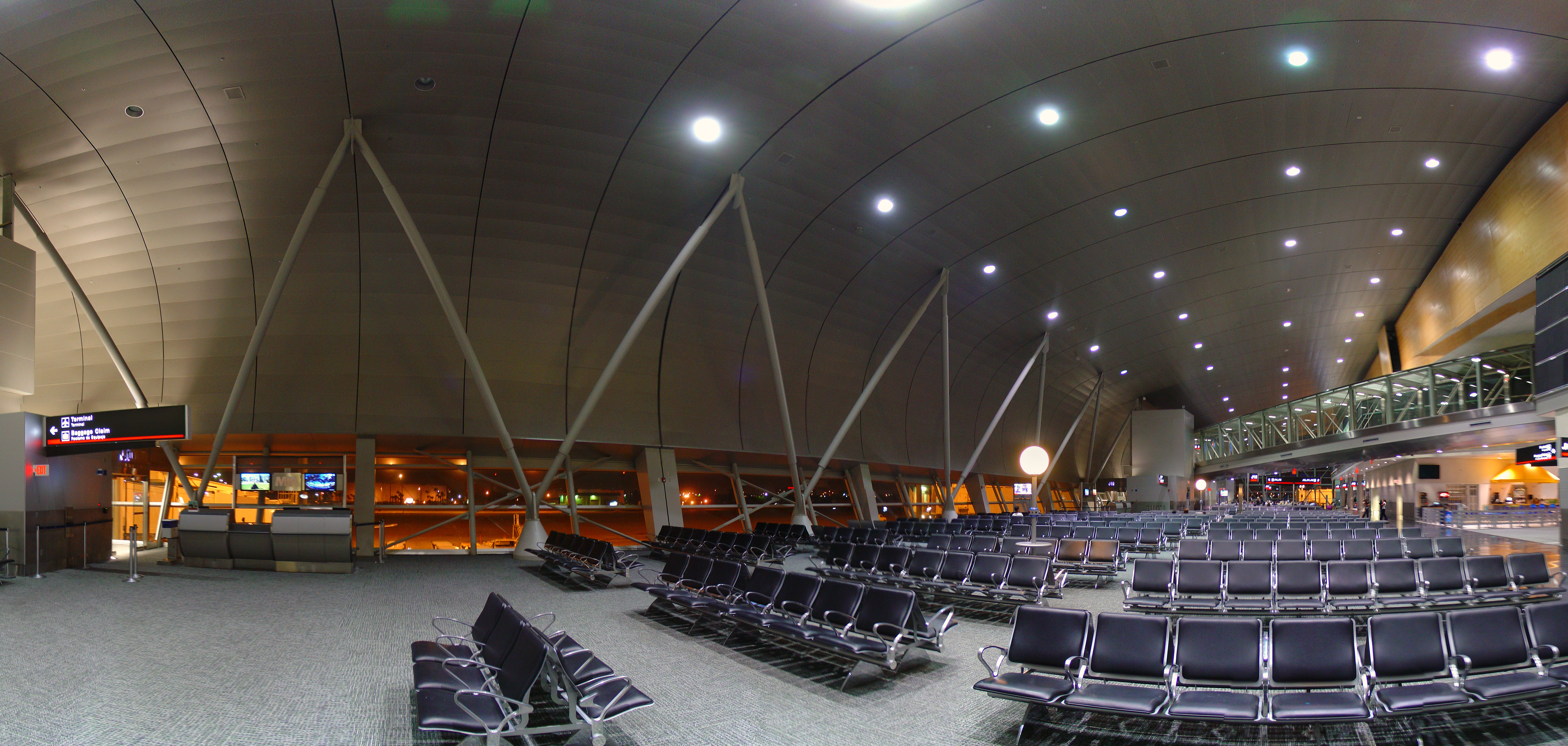
Aeroporto Internacional de Miami.

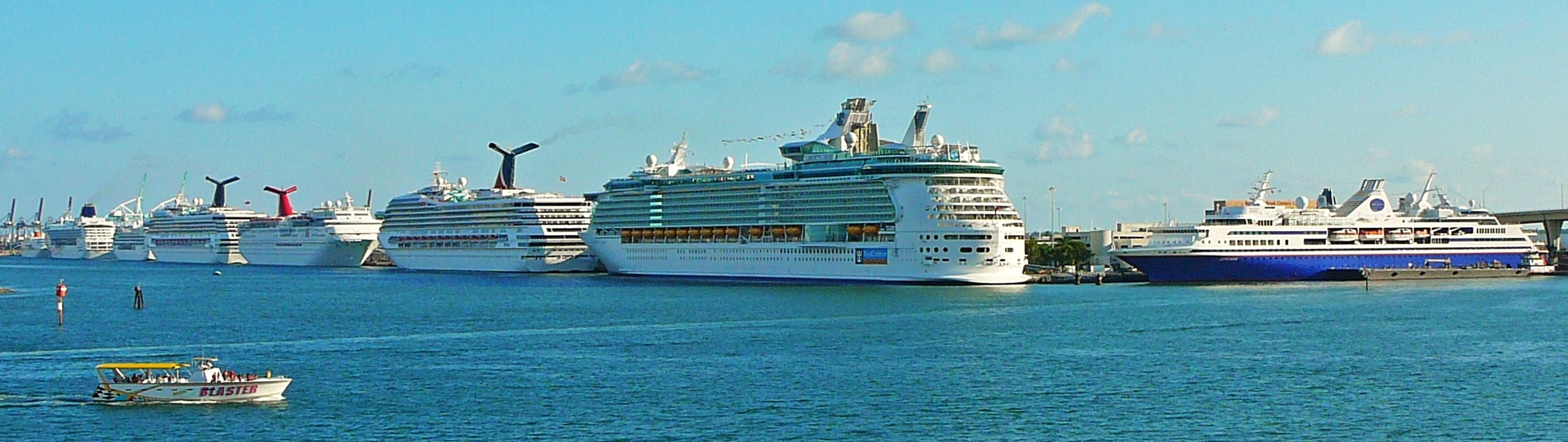
Porto de Miami, um dos mais movimentados do mundo.

O Aeroporto Internacional de Miami, localizado em uma área não incorporada no conselho, serve como o principal aeroporto internacional da região de Miami. Um dos principais aeroportos internacionais do mundo, o Aeroporto Internacional de Miami atende a mais de 35 milhões de passageiros por ano. Identificáveis localmente, bem como diversas autoridades mundiais, como MIA ou KMIA, o aeroporto é um centro importante e único, maior portão  internacional de entrada da American Airlines, o maior do mundo em número de passageiros. O Porto de Miami é o terceiro maior porto internacional de entrada dos Estados Unidos para os passageiros estrangeiros, e é a porta de entrada como o sétimo maior do mundo. A rede de rotas do aeroporto internacional extensivo inclui voos a mais de setenta cidades internacionais na América do Norte e América do Sul, Europa, Ásia e Oriente Médio.
Miami tem um dos maiores portos dos Estados Unidos: o Porto de Miami (conhecido oficialmente como o Dante B. Fascell Port of Miami). A autoridade responsável pela gestão é de Miami-Dade County Department Seaport. É também um dos portos de cruzeiros do mundo. Porque ele é conhecido como o "Cruise Capital do Mundo", com três milhões de passageiros anualmente. Em 2007, 3 787 410 passageiros passaram por suas instalações. Por seu turno, o porto é um dos principais em transporte de carga.
O porto possui uma área de 2 km quadrados e tem sete terminais de passageiros. Os principais produtos exportados no porto vão para a China. Os produtos importados, em sua maioria, vem de Honduras e do Brasil. Ela também tem vários locais de linhas de cruzeiro que estão entre a Carnival Cruise Lines, Celebrity Cruises, Costa Cruises, Crystal Cruises, Norwegian Cruise Line Oceania Cruises, Royal Caribbean International e Windjammer Barefoot Cruises.

## Cultura
Miami desfruta de uma cultura vibrante que é influenciada por uma população diversificada de todo o mundo. Miami é conhecida como a "Cidade Mágica" por aparecer aparentemente da noite para o dia devido à sua tenra idade e crescimento maciço. Também é apelidada de "Capital da América Latina" por causa de sua alta população de falantes de espanhol.

### Videogames
Uma recriação da cidade é destaque no jogo eletrônico Scarface: The World Is Yours, considerado uma sequência alternativa do filme de 1983 dirigido por Brian De Palma. Miami também serve de inspiração para a cidade fictícia de Vice City, da popular série de jogos eletrônicos Grand Theft Auto.

### Entretenimento e artes cênicas

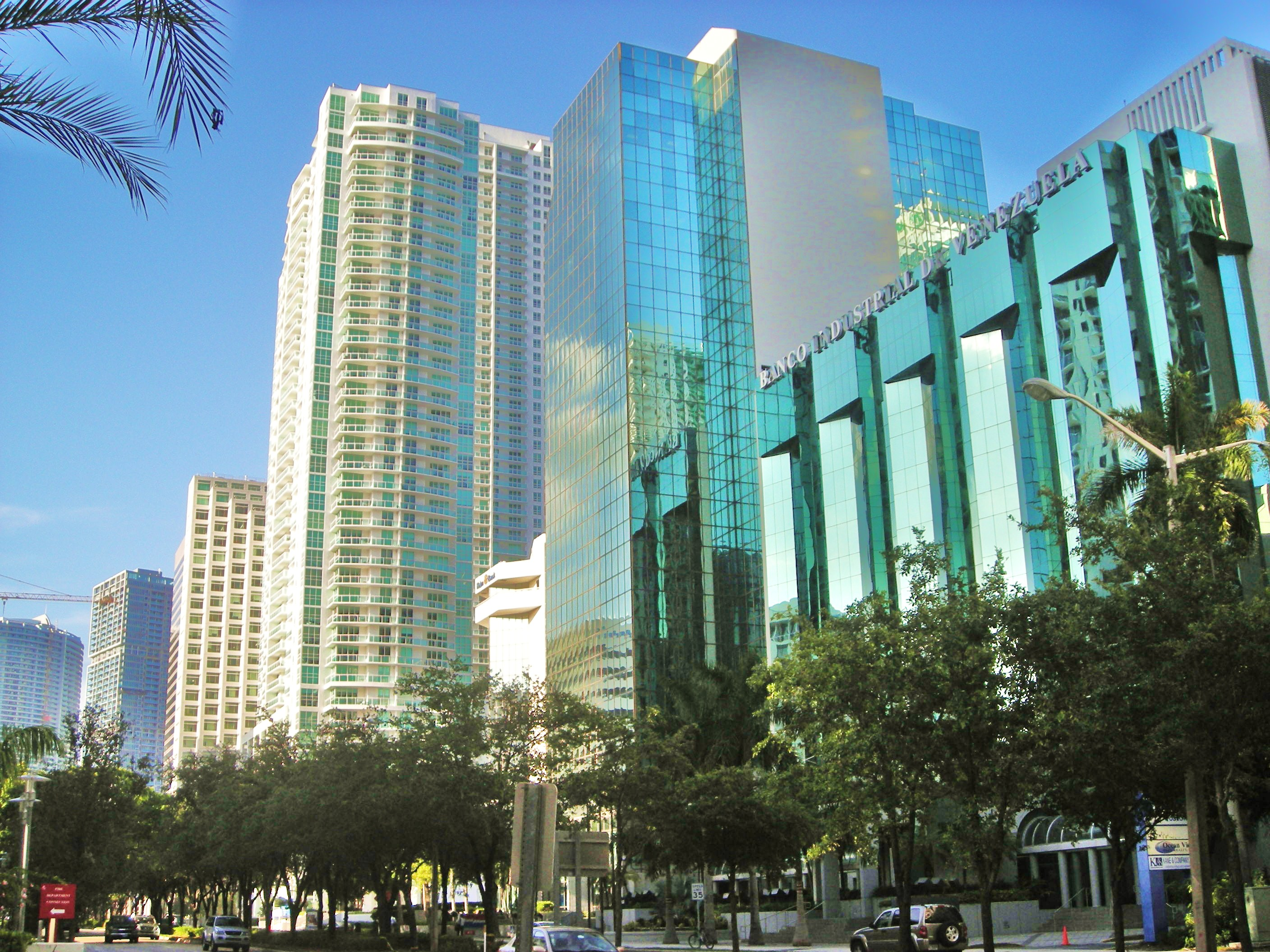
Centro bancário de Miami na Avenida Brickell.

Além de festivais anuais como o Calle Ocho Festival, Miami abriga muitos locais de entretenimento, teatros, museus, parques e centros de artes cênicas. A mais nova adição à cena artística de Miami é o Adrienne Arsht Center for the Performing Arts, lar da Grand Opera da Flórida e o segundo maior centro de artes cênicas dos Estados Unidos, depois do Lincoln Center, em Nova York . O centro atrai muitas óperas, balés, concertos e musicais de grande escala de todo o mundo. Outros locais de artes cênicas em Miami incluem o Olympia Theatre, o Wertheim Performing Arts Center, o Fair Expo Center, o Tower Theatre e o Bayfront Park Amphitheatre.
Outro evento célebre é o Festival Internacional de Cinema de Miami, que ocorre todos os anos por 10 dias, na primeira semana de março, durante o qual filmes internacionais e americanos são exibidos em toda a cidade. Miami tem mais de meia dúzia de cinemas independentes .
Miami atrai um grande número de músicos, cantores, atores, dançarinos e músicos de orquestra. A cidade possui inúmeras orquestras, sinfonias e conservatórios de arte performática. Isso inclui a Grand Opera da Flórida, a FIU School of Music, a Frost School of Music e a New World School of the Arts.
Miami também é um importante centro de moda, lar de modelos e algumas das principais agências de modelos do mundo. A cidade é sede de muitos desfiles e eventos de moda, incluindo a Miami Fashion Week anual e a Mercedes-Benz Fashion Week Miami, realizada no Wynwood Art District.

### Culinária

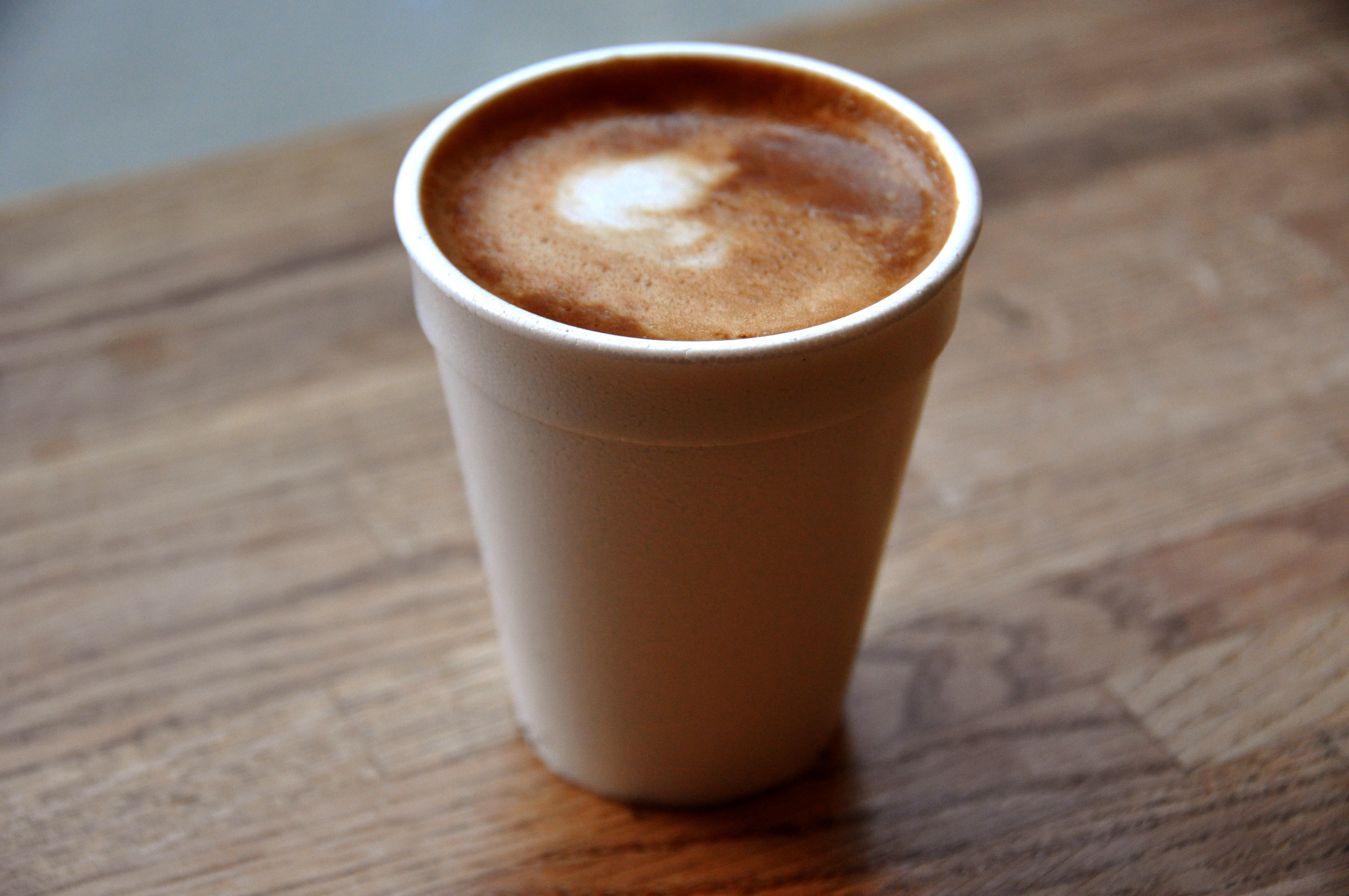
Um cortadito é uma bebida expressa popular encontrada em lanchonetes em Miami.

A culinária de Miami é um reflexo de sua população diversificada, com uma forte influência da culinária caribenha e latino-americana. Ao combinar os dois com a cozinha americana, ele gerou um estilo único de cozinhar no sul da Flórida, conhecido como cozinha do Caribe. Está amplamente disponível em Miami e no sul da Flórida e pode ser encontrado em redes de restaurantes como o Pollo Tropical.
Na década de 1960, os imigrantes cubanos deram origem ao sanduíche cubano e trouxeram medianoche, café cubano e croqueta, que cresceram em popularidade entre todos os miamianos e se tornaram símbolos da culinária variada da cidade. Hoje, eles fazem parte da cultura local e podem ser encontrados em toda a cidade em cafés com janelas, principalmente fora de supermercados e restaurantes. Alguns desses locais, como o restaurante Versailles em Pequena Havana, são restaurantes de referência em Miami. Localizado no Oceano Atlântico, e com uma longa história como porto marítimo, Miami também é conhecida por seus frutos do mar, com muitos restaurantes de frutos do mar localizados ao longo do rio Miami e nos arredores de Biscayne Bay. A cidade também é sede de redes de restaurantes como Burger King e Benihana.

### Esporte

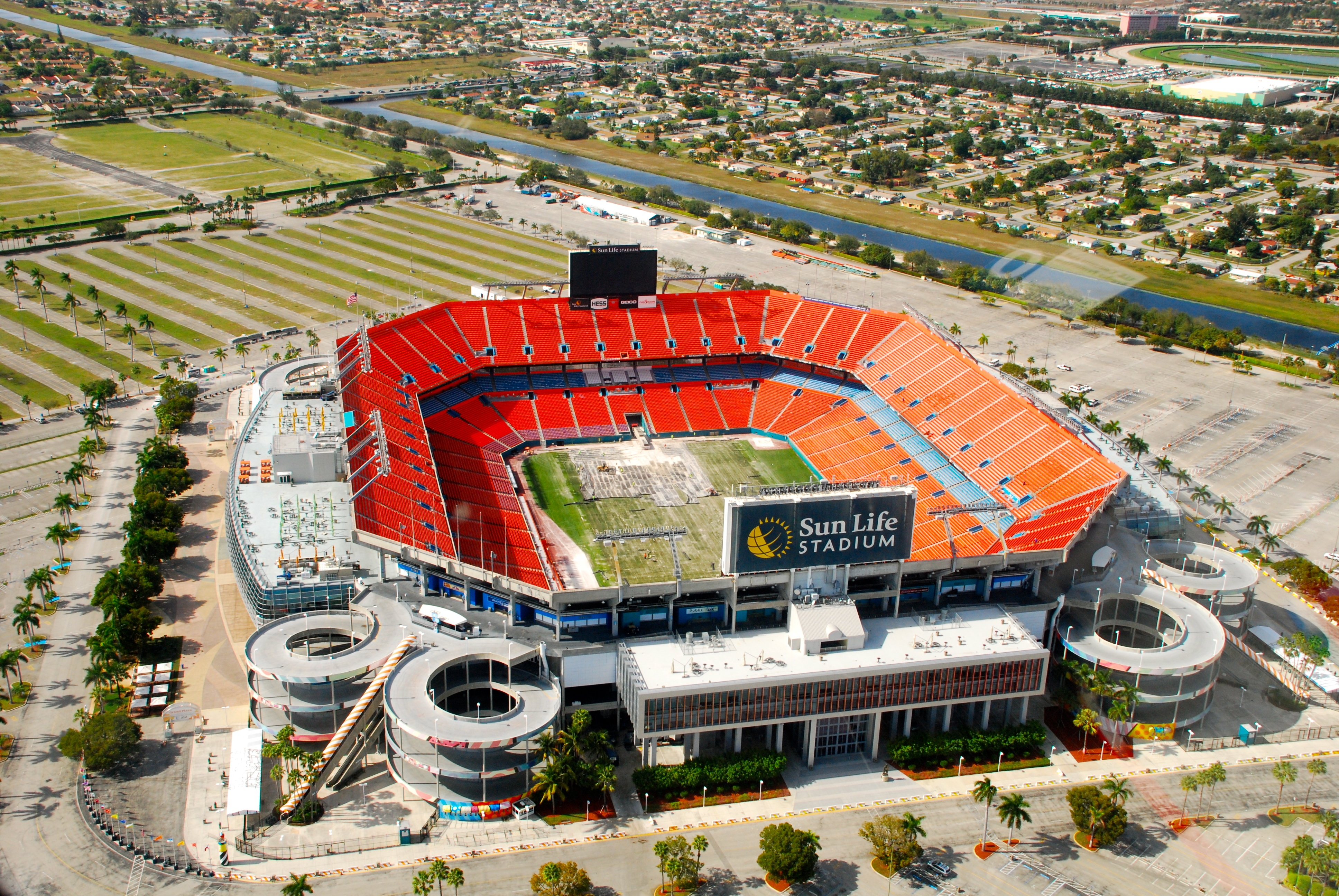
Hard Rock Stadium (antigo Dolphin Stadium).

Miami é o lar de muitas das principais equipes desportivas profissionais. O Miami Dolphins, time da NFL, Miami Heat, time da NBA, Florida Marlins, time da MLB, da Florida Panthers, equipe da NHL e do Inter Miami CF, equipe da MLS. Bem como com todas as cinco principais equipes profissionais, Miami é o lar de muitas outras equipas desportivas e atividades, tais como Miami FC, Miami Tropics, para o futebol, para o Sony Ericsson Open de ténis profissional, inúmeras corridas Greyrounds racing, marinas, sedes de Jai-Alai, e campos de golfe.
O Miami Heat é o único grande profissional que desempenha a sua equipe desportiva em jogos dentro dos limites da cidade, no AmericanAirlines Arena. A equipe ganhou recentemente o NBA Finals 2006, vencendo a série 4-2 sobre o Dallas Mavericks. O Miami Dolphins e da Florida Marlins querem mandar seus jogos em Miami Gardens. O Orange Bowl, um membro do Bowl Championship Series, acolhe os seus jogos no campeonato de futebol colegial Dolphin Stadium. O estádio também sediou o Super Bowl, área metropolitana de Miami foi palco do jogo um total de nove vezes (quatro Super Bowls no Dolphin Stadium, incluindo o Super Bowl XLI e cinco no Miami Orange Bowl), a subordinando Nova Orleans para a maioria dos jogos.
Miami FC, time de futebol profissional que atualmente joga na USL Championship (equivalente a 2ª divisão do futebol nos EUA), joga no Tropical Park Stadium. Miami assinou com o famoso jogador mundial Romário em Março de 2006 de um ano para um acordo. A Florida Panthers , time da NHL joga na vizinha Broward County, Flórida, no BankAtlantic Center na cidade de Sunrise. Miami é também a casa de Paso Fino horses, onde são realizadas competições no Tropical Park Equestrian Center.
Miami é também o lar de muitos esportes colegiais. Duas maiores são a Universidade Internacional da Flórida Golden Panthers cuja equipa de futebol joga no Estádio UIF e da Universidade de Miami Hurricanes, cuja equipe de futebol jogou no antigo Miami Orange Bowl, mas mudou-se para Dolphin Stadium começando com a temporada 2008.
Um certo número de equipes extintas estavam localizados em Miami, incluindo a Miami Floridians (ABA), Miami Matadors (ECHL), Miami Manatees (WHA2), Miami Gatos (nasl), Miami Screaming Eagles (WHA), Miami Seahawks (AAFC), Miami Sol (WNBA), Miami Toros (nasl), Miami Tropics (SFL), e de Miami Hooters (Arena Football League). O Miami Fusion, uma extinta Major League Soccer jogou em Lockhart Stadium nas proximidades Broward County.

## Praias e parques

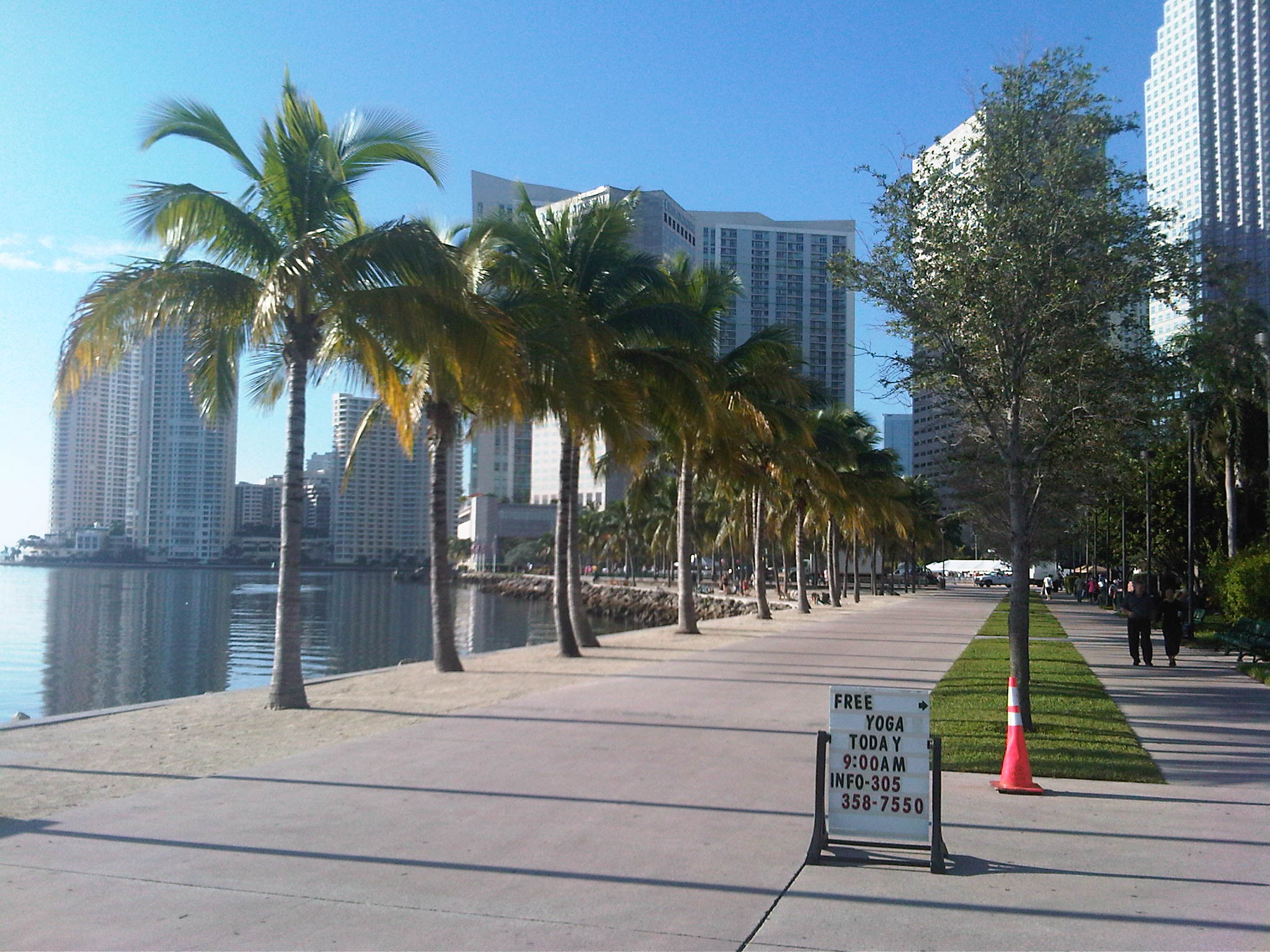
Bayfront Park.

A cidade de Miami possui vários terrenos operados pelo Serviço Nacional de Parques, pela Divisão de Recreação e Parques da Flórida e pelo Departamento de Parques e Recreação da Cidade de Miami.
O clima tropical de Miami permite atividades ao ar livre durante todo o ano. A cidade possui numerosas marinas, rios, baías, canais e o Oceano Atlântico, que fazem passeios de barco, vela e pesca em atividades ao ar livre populares. A Baía de Biscayne possui numerosos recifes de coral que tornam popular o snorkeling e o mergulho. Existem mais de 80 parques e jardins na cidade. Os parques maiores e mais populares são o Bayfront Park e o Museum Park (localizado no coração da baixa e a localização da American Airlines Arena e do Bayside Marketplace), Tropical Park, Peacock Park, Virginia Key e Watson Island.
Outros destinos culturais populares em Miami ou nas proximidades incluem o Zoo Miami, a Jungle Island, o Miami Seaquarium, a Monkey Jungle, o Coral Castle, a Charles Deering Estate, o Fairchild Tropical Botanic Garden e Key Biscayne.
Em seu ranking do ParkScore em 2018, o The Trust for Public Land informou que o sistema de parques na cidade de Miami era o 50º melhor sistema de parques entre as 100 cidades mais populosas dos EUA, abaixo do 48º lugar no ranking de 2017. O ParkScore classifica os sistemas de parques urbanos por uma fórmula que analisa o tamanho médio do parque, acres de parque como porcentagem da área da cidade, a porcentagem de moradores da cidade a 800 metros de um parque, gastos com serviços de parque por residente e o número de playgrounds por 10 000 residentes.

## Marcos históricos
O Registro Nacional de Lugares Históricos lista 74 marcos históricos em Miami, dos quais quatro são Marcos Históricos Nacionais. O primeiro marco foi designado em 29 de setembro de 1970 e o mais recente em 5 de fevereiro de 2020. Alguns marcos históricos são:
- Distrito Histórico de South River Drive
- Freedom Tower
- Virginia Key Beach Park
- Vizcaya